# Trompo
Trompo is een bestuurslaag in het regentschap Kendal van de provincie Midden-Java, Indonesië. Trompo telt 2742 inwoners (volkstelling 2010).